# Santa Rita Durão
José de Santa Rita Durão (Mariana, 1722 – Lisszabon, 1784) brazil költő, szónok, szerzetes és író.
A portugál nemzetiségű Durão legismertebb műve a Caramuru című eposz.
A Brazil Szépirodalmi Akadémia 9-es székének levelező patrónusa.